# بزرگراه میان‌ایالتی ۲۲
بزرگراه میان ایالتی ۲۲ (به انگلیسی: Interstate-22، مخفف:I-22) یکی از بزرگراه‌های میان ایالتی آمریکاست. که مسیر شرقی-غربی داشته و زیرمجموعه ندارد.